# Lijst van voetbalinterlands Chili - Ghana
Deze lijst van voetbalinterlands is een overzicht van alle officiële voetbalwedstrijden tussen de nationale teams van Chili en Ghana. De landen speelden tot op heden twee keer tegen elkaar. De eerste ontmoeting, een vriendschappelijke wedstrijd, werd gespeeld in Chester (Verenigde Staten) op 29 februari 2012. Het laatste duel, eveneens een vriendschappelijke wedstrijd, vond plaats op 14 juni 2022 in Osaka (Japan).

## Wedstrijden
| № | Plaats  | Datum            | Competitie        | Wedstrijd     | Uitslag |
| - | ------- | ---------------- | ----------------- | ------------- | ------- |
| 1 | Chester | 29 februari 2012 | Vriendschappelijk | Chili – Ghana | 1 – 1   |
| 2 | Osaka   | 14 juni 2022     | Vriendschappelijk | Chili − Ghana | 0 − 0   |

## Samenvatting
| Competitie        | Totaal gespeeld | Winst Chili | Gelijk | Winst Ghana | Doelsaldo Chili – Ghana |
| ----------------- | --------------- | ----------- | ------ | ----------- | ----------------------- |
| Vriendschappelijk | 2               | 0           | 2      | 0           | 1 − 1                   |
| Totaal            | 2               | 0           | 2      | 0           | 1 − 1                   |

Wedstrijden bepaald door strafschoppen worden, in lijn met de FIFA, als een gelijkspel gerekend.

## Details

### Eerste ontmoeting
| Vriendschappelijk (Chester, Verenigde Staten, 29 februari 2012): |              | |
| Chili | 1 – 1        | Ghana |
| Matías Fernández 90' (pen.) | goals        | 43' Richard Mpong |
| Claudio Borghi | bondscoach   | Goran Stevanović |
| Claudio Bravo Osvaldo González Marcos González José Rojas 58' Matías Fernández Marcelo Díaz Matías Campos Charles Aránguiz 55' Gary Medel 87' Humberto Suazo 71' Alexis Sánchez | opstellingen | Adam Larsen Kwarasey Jonathan Mensah 46' John Boye 46' Masahudu Alhassan John Paintsil Derek Boateng Kwadwo Asamoah 46' Anthony Annan 46' Sulley Ali Muntari Emmanuel Baffour 17' Dominic Oduro |
| Eduardo Vargas 55' Lucas Domínguez 58' Junior Fernandes 71' Braulio Leal 87' | wissels      | 17' 76' Richard Mpong 46' Patrick Nyarko 46' Lee Addy 46' Dan Opare 46' Afriyie Acquah 76' Abdul Waris                                                                                          |
| Eduardo Vargas 90' | gele kaarten | 24' Derek Boateng 33' Jonathan Mensah 47' Afriyie Acquah 49' Dan Opare |
| Matías Campos ??', 70' | rode kaarten | |